# Ненсі Макрі
Ненсі Макрі (нар. 5 вересня 1962 р.) — професор хімії та фізики в Університеті Іллінойсу в Урбана–Шампейн, де вона є головним дослідником Дослідницької Групи Макрі (англ. Makri Research Group) для теоретичного розуміння конденсованих середовищ квантової динаміки. Вона вивчає теоретичну квантову динаміку багатоатомних систем.

## Раннє життя та освіта
Ненсі Макрі народилася в Афінах, Греція 5 вересня 1962 року. Закінчила Афінський університет у 1985 році та отримала ступінь бакалавра хімії. Потім вона відвідувала Каліфорнійський університет в Берклі та отримала ступінь доктора філософії у 1989 році. У 1992 році вона вийшла заміж за фізичного хіміка Мартіна Грюбеле.

## Кар'єра
Макрі провела два роки молодшим стипендіатом Гарвардського університету в 1989—1991 роках. Вона вступила на хімічний факультет Іллінойського університету в Урбана-Шампейн у 1992 році. У 1996 році вона стала доцентом, а в 1999 році — професором хімії та фізики. Вона є головним дослідником Дослідницької Групи Макрі (англ. Makri Research Group) для теоретичного розуміння конденсованих середовищ квантової динаміки та є співавтором понад 100 наукових статей. Вона також є членом Інституту науки і техніки Бекмана, який є складовою одиницею Іллінойського університету.
Доктор Макрі працює в галузі теоретичної хімічної фізики. Вона розробила нові теоретичні підходи до моделювання динаміки квантових механічних явищ. Макрі розробила нові методи обчислення чисельно точних інтегралів для моделювання динаміки системи в гармонійних дисипативних середовищах. Її алгоритми моделювання стосуються обмежень рівняння Шредінгера, які можуть лише точно описувати фізичні зміни в квантовому стані малих молекул.

## Нагороди
Макрі отримала низку нагород та відзнак, зокрема:
- Науковий співробітник, Американське фізичне товариство, 2001[12].
- Науковий співробітник, Американська асоціація сприяння розвитку науки, 1998[13].